# Józef Tracz
Józef Bronisław Tracz, född den 1 september 1964 i Żary, Polen, är en polsk brottare som tog OS-brons i welterviktsbrottning i den grekisk-romerska klassen 1988 i Seoul, OS-silver i samma viktklass 1992 i Barcelona och slutligen OS-brons 1996 i Atlanta. 